# Skandinavija
Skandinavija (danščina, švedščina in arhaična danonorveščina: Skandinavien; norveščina, ferščina in finščina: Skandinavia; islandsko Skandinavía; samijski jezik: Skadesi-suolu, Skađsuâl)  je podregija v Severni Evropi z močnimi zgodovinskimi, kulturnimi in jezikovnimi vezmi med njenimi konstitutivnimi narodi. Skandinavija se najpogosteje nanaša na Dansko, Norveško in Švedsko. V nekaterih primerih se včasih lahko ožje nanaša tudi na Skandinavski polotok (ki izključuje Dansko, vendar vključuje del Finske) ali širše na vse nordijske države, vključno s Finsko, Islandijo in Ferskimi otoki.
Geografija regije je raznolika, od norveških fjordov na zahodu in skandinavskih gora, ki pokrivajo dele Norveške in Švedske, do nizkih in ravninskih območij Danske na jugu ter arhipelagov in jezer na vzhodu. Večina prebivalstva v regiji živi v bolj zmernih južnih regijah, severni deli pa imajo dolge, hladne zime.
Regija je postala opazna v vikinški dobi, ko so skandinavska ljudstva sodelovala pri obsežnih plenitvah, osvajanjih, kolonizaciji in trgovanju večinoma po vsej Evropi. Svoje dolge ladje so uporabljali tudi za raziskovanje in tako postali prvi Evropejci, ki so dosegli Severno Ameriko. S temi podvigi je bilo ustanovljeno Severnomorsko cesarstvo, ki je obsegalo velike dele Skandinavije in Velike Britanije, čeprav je bilo razmeroma kratkotrajno. Skandinavija je bila sčasoma pokristjanjena in v prihodnjih stoletjih so se pojavile različne zveze skandinavskih narodov, predvsem Kalmarska unija Danske, Norveške in Švedske, ki je trajala več kot 100 let, dokler švedski kralj Gustav I. Švedski ni popeljal do neodvisnosti. Videla je tudi številne vojne med narodi, ki so oblikovali sodobne meje. Najnovejša zveza je bila zveza med Švedsko in Norveško, ki se je končala leta 1905.
V sodobnem času je regija uspevala, saj so gospodarstva držav med najmočnejšimi v Evropi. Švedska, Danska, Norveška, Islandija in Finska ohranjajo sisteme socialnega varstva, ki veljajo za velikodušne, gospodarske in socialne politike teh držav pa imenujejo nordijski model.

## Geografija
Geografija Skandinavije je izjemno raznolika. Pomembni so norveški fjordi, skandinavske gore, ki pokrivajo večji del Norveške in dele Švedske, ravninska, nizka območja na Danskem ter arhipelagi Finske, Norveške in Švedske. Finska in Švedska imata veliko jezer in moren, dediščine ledene dobe, ki se je končala pred približno desetimi tisočletji.
Južne regije Skandinavije, ki so tudi najbolj naseljene regije, imajo zmerno podnebje. Skandinavija se razteza severno od arktičnega kroga, vendar ima razmeroma milo podnebje za svojo zemljepisno širino zaradi Zalivskega toka. Številne skandinavske gore imajo podnebje alpske tundre.
Podnebje se spreminja od severa proti jugu in od zahoda proti vzhodu: morsko podnebje zahodne obale (Cfb), značilno za zahodno Evropo, prevladuje na Danskem, v najjužnejšem delu Švedske in vzdolž zahodne obale Norveške, ki sega severno do 65°S, z orografskimi dvig, ki daje več mm/leto padavin (<5000 mm) na nekaterih območjih v zahodni Norveški. Osrednji del – od Osla do Stockholma – ima vlažno celinsko podnebje (Dfb), ki postopoma prehaja v subarktično podnebje (Dfc) severneje in hladno morsko podnebje zahodne obale (Cfc) vzdolž severozahodne obale. Majhno območje ob severni obali vzhodno od Severnega rta ima podnebje tundre (Et), ki je posledica pomanjkanja poletne toplote. Skandinavske gore blokirajo blag in vlažen zrak, ki prihaja z jugozahoda, zato severna Švedska in planota Finnmarksvidda na Norveškem prejmeta malo padavin in imata hladne zime. Velika območja v skandinavskih gorah imajo podnebje alpske tundre.
Najvišja temperatura, ki je bila kdaj koli zabeležena v Skandinaviji, je 38,0 °C v Målilla (Švedska). Najnižja kdaj koli zabeležena temperatura je −52,6 °C v Vuoggatjålme, Arjeplog (Švedska).  Najhladnejši mesec je bil februar 1985 v Vittangiju (Švedska) s povprečno −27,2 °C.
Jugozahodni vetrovi, ki jih dodatno segreje fen, lahko pozimi povzročijo tople temperature v ozkih norveških fjordih. Ta fjord je zabeležil 17,9 °C januarja, Sunndal pa 18,9 °C februarja.

## Etimologija
Izraz Skandinavija v lokalni rabi zajema tri kraljestva Dansko, Norveško in Švedsko. Večinski nacionalni jeziki teh treh pripadajo skandinavskemu narečnemu kontinuumu in so medsebojno razumljivi severnogermanski jeziki.
Besedi Scandinavia in Scania (Skåne, najjužnejša provinca na Švedskem) naj bi izhajali iz protogermanske zloženke *Skaðin-awjō (ð, ki je v latinici predstavljen s t ali d), ki se pozneje pojavi v stari angleščini kot Scedenig in v stari norveščini kot Skáney. Najzgodnejši identificirani vir za ime Skandinavija je Naravna zgodovina Plinija Starejšega iz 1. stoletja n. št.
Različna sklicevanja na regijo lahko najdemo tudi pri Piteju, Pomponiju Meli, Tacitu, Ptolomaju, Prokopiju in Jordanu, običajno v obliki Scandza. Domneva se, da je ime, ki ga je uporabil Plinij, morda zahodnogermanskega izvora in je prvotno označevalo Scania. Po mnenju nekaterih učenjakov je mogoče germansko deblo rekonstruirati kot *skaðan-, kar pomeni 'nevarnost' ali 'škoda'. Drugi del imena je bil rekonstruiran kot *awjō, kar pomeni 'zemlja na vodi' ali 'otok'. Ime Skandinavia bi potem pomenilo »nevaren otok«, kar naj bi se nanašalo na zahrbtne peščene bregove, ki obdajajo Scanio. Skanör v Scanii ima s svojim dolgim grebenom Falsterbo isto deblo (skan) v kombinaciji z -ör, kar pomeni 'peščeni nasipi'.
Druga možnost je, da sta Sca(n)dinavia in Skáney skupaj s staronordijskim imenom boginje Skaði povezana s protogermanskim *skaðwa- (kar pomeni 'senca'). John McKinnell komentira, da ta etimologija nakazuje, da je bila boginja Skaði morda nekoč poosebljenje geografske regije Skandinavije ali povezana s podzemljem.
Druga možnost je, da vsi ali delni segmenti imena prihajajo od predgermanskega mezolitskega ljudstva, ki je naseljevalo regijo. V sodobnem času je Skandinavija polotok, vendar je bil pred približno 10.300 do 9500 leti južni del Skandinavije otok, ločen od severnega polotoka, z vodo, ki je izhajala iz Baltskega morja skozi območje, kjer je zdaj  Stockholm.

### Pojav v srednjeveških germanskih jezikih
Latinska imena v Plinijevem besedilu so povzročila različne oblike v srednjeveških germanskih besedilih. V Jordanesovi Zgodovini Gotov (551 n. št.) je oblika Scandza ime, ki se uporablja za njihov prvotni dom, ločen z morjem od kopnega Evrope (poglavje 1, 4). Kje je Jordanes nameraval postaviti ta kvazi-legendarni otok, je še vedno predmet vročih razprav, tako v znanstvenih razpravah kot v nacionalističnem diskurzu različnih evropskih držav. Oblika Scadinavia kot prvotna domovina Langobardov se pojavlja v Historia Langobardorum Pavla Diakona, v drugih različicah Historia Langobardorum pa se pojavljajo oblike Scadan, Scandanan, Scadanan in Scatenauge. Frankovski viri so uporabljali Sconaowe, Aethelweard, anglosaški zgodovinar, pa Scani. V Beowulfu sta uporabljeni obliki Scedenige in Scedeland, medtem ko je Alfredov prevod Orozijevih in Wulfstanovih potopisnih poročil uporabil staroangleški Sconeg.

## Ponovna uvedba izrazaSkandinavijav 18. stoletju
Čeprav izraz Skandinavia, ki ga je uporabil Plinij Starejši, verjetno izvira iz starodavnih germanskih jezikov, sodobna oblika Skandinavija ne izhaja neposredno iz starogermanskega izraza. Namesto tega so besedo v Evropi začeli uporabljati učenjaki, ki so si izraz izposodili iz starodavnih virov, kot je Plinij, in je bila nejasno uporabljena za Skanijo in južno regijo polotoka.
Izraz je populariziralo jezikovno in kulturno skandinavistično gibanje, ki je uveljavljalo skupno dediščino in kulturno enotnost skandinavskih držav in je postalo pomembno v 1830-ih. Ljudska raba izraza na Švedskem, Danskem in Norveškem kot združujoč koncept se je uveljavila v 19. stoletju prek pesmi, kot je Hansa Christiana Andersena Jaz sem Skandinavec iz leta 1839. Po obisku Švedske je Andersen postal zagovornik zgodnjega političnega skandinavizma. V pismu, v katerem je pesem opisal prijatelju, je zapisal: »Naenkrat sem razumel, kako sorodni so si Švedi, Danci in Norvežani in s tem občutkom sem takoj po vrnitvi napisal pesem: 'Mi smo eno ljudstvo, imenujemo se Skandinavci!'«.
Vpliv skandinavizma kot skandinavističnega političnega gibanja je dosegel višek sredi 19. stoletja, med prvo schleswiško vojno (1848–1850) in drugo schleswiško vojno (1864).
Švedski kralj je predlagal tudi združitev Danske, Norveške in Švedske v enotno združeno kraljestvo. Ozadje predloga so bili burni dogodki med napoleonskimi vojnami v začetku stoletja. Ta vojna je privedla do tega, da je Finska (nekdanja vzhodna tretjina Švedske) leta 1809 postala rusko veliko vojvodstvo Finska, Norveška (de jure v zvezi z Dansko od leta 1387, čeprav je de facto obravnavana kot provinca) pa je leta 1814 postala neodvisna, a nato hitro prisiljena sprejeti personalno unijo s Švedsko. Odvisna ozemlja Islandija, Ferski otoki in Grenlandija, zgodovinsko del Norveške, so v skladu s Kielskim sporazumom ostala Danski. Švedska in Norveška sta bili tako združeni pod švedskim monarhom, vendar je vključitev Finske v Rusko cesarstvo izključila kakršno koli možnost za politično unijo med Finsko in katero koli drugo nordijsko državo.
Konec skandinavskega političnega gibanja je prišel, ko je bila Danski odrečena vojaška podpora, ki sta jo obljubili Švedska in Norveška za priključitev (danske) vojvodine Schleswig, ki je bila skupaj z (nemško) vojvodino Holstein v personalni uniji z Dansko. Leta 1864 je sledila druga vojna za Schleswig, kratka, a katastrofalna vojna med Dansko in Prusijo (podprto s strani Avstrije). Schleswig-Holstein je osvojila Prusija in po uspehu Prusije v francosko-pruski vojni je bilo ustanovljeno Nemško cesarstvo pod vodstvom Prusije in vzpostavljeno je bilo novo ravnotežje moči držav Baltskega morja. Skandinavska monetarna unija, ustanovljena leta 1873, je trajala do prve svetovne vojne.

## Uporaba izraza »nordijske države«proti »skandinavske države«
Izraz skandinavske države se običajno uporablja lokalno za Dansko, Norveško in Švedsko kot podmnožico nordijskih držav (znano v norveščini, danščini in švedščini kot Norden; finsko Pohjoismaat, islandsko Norðurlöndin, ferščina Norðurlond).
Raba se v nekaterih drugih jezikih razlikuje od rabe v samih skandinavskih jezikih (ki uporabljajo Scandinavia v ožjem pomenu) in zaradi dejstva, da je vprašanje, ali država pripada Skandinaviji, politizirano; ljudi iz nordijskega sveta, ki niso Norvežani, Danci ali Švedi, vključevanje v kategorijo »Skandinavija« ali izključevanje iz nje lahko užali.
Izraz nordijske države se nedvoumno uporablja za Dansko, Norveško, Švedsko, Finsko in Islandijo, vključno z njihovimi odvisnimi ozemlji Grenlandijo, Ferskimi otoki in Alandskimi otoki.
Večina današnje Finske je bila več kot štiri stoletja del Švedske, zato Finsko velik del sveta povezuje s Skandinavijo. Je pa ustvarjanje finske identitete edinstveno v regiji, saj se je oblikovala v povezavi z dvema različnima imperialnima modeloma, švedskim in ruskim.
Obstaja tudi geološki izraz Fenoskandija, ki se v tehnični rabi nanaša na Fenoskandijski ščit (ali Baltski ščit), to je Skandinavski polotok (Norveška in Švedska), Finska in Karelija (brez Danske in drugih delov širšega območja nordijskega sveta). Izraz fenoskandija se včasih uporablja v širšem, političnem pomenu za Norveško, Švedsko, Dansko in Finsko.

## Zgodovina

### Antični opisi
Ključni antični opis Skandinavije je podal Plinij Starejši, čeprav njegove omembe Scatinavia in okoliških območij ni vedno enostavno razvozlati. V vlogi rimskega admirala je predstavil severno regijo tako, da je svojim rimskim bralcem izjavil, da je na tem območju 23 otokov Romanis armis cognitae ('znanih rimskemu orožju'). Po Pliniju je clarissima (najbolj znan) otokov v regiji Scatinavia, neznane velikosti. Tam živijo Hillevioni. Prepričanje, da je Skandinavija otok, se je razširilo med klasičnimi avtorji v 1. stoletju in je prevladovalo v opisih Skandinavije v klasičnih besedilih v stoletjih, ki so sledila.
Plinij začne svoj opis poti v Skatinavio s sklicevanjem na goro Saevo (mons Saevo ibi), zaliv Codanus (Codanus sinus) in Cimbrijski rt. Geografske značilnosti so bile identificirane na različne načine. Nekateri učenjaki menijo, da je Saevo gorata norveška obala na vhodu v Skagerrak, polotok Cimbrian pa naj bi bil Skagen, severni del Jutlandije na Danskem. Kot je opisano, sta Saevo in Scatinavia lahko tudi isti kraj.
Plinij še enkrat omenja Skandinavijo: v VIII. knjigi pravi, da se je žival, imenovana achlis (navedeno v tožilniku, achlin, ki ni latinsko), rodila na skandinavskem otoku. Žival se pase, ima veliko zgornjo ustnico in nekaj mitskih atributov.
Ime Scandia, ki se je pozneje uporabljalo kot sinonim za Skandinavijo, se pojavlja tudi v Plinijevi Naturalis Historia, vendar se uporablja za skupino severnoevropskih otokov, ki jih locira severno od Britanije. Tako se zdi, da Scandia v Plinijevem besedilu ne označuje otoka Scadinavia. Zamisel, da bi bila Skadinavija morda eden od skandijskih otokov, je namesto tega uvedel Ptolemaj (okoli 90 – o 168 n. št..), matematik, geograf in astrolog rimskega Egipta. Ime Skandia je uporabil za največjega, najbolj vzhodnega od treh skandianskih otokov, ki so po njegovem mnenju vsi bili vzhodno od Jutlanda.

### Vikinška doba
Vikinška doba v Skandinaviji je trajala od približno 793–1066 našega štetja in je videla, da so Skandinavci sodelovali pri obsežnih plenitvah, kolonizaciji, osvajanju in trgovanju po Evropi in zunaj nje.  V tem obdobju se je močno razširilo skandinavsko osvojeno ozemlje in raziskovanje. Z uporabo svojih naprednih dolgih ladij so prišli do Severne Amerike in bili prvi Evropejci, ki jim je to uspelo.] V tem času so Skandinavce pritegnila bogata mesta, samostani in majhna kraljestva v tujini na mestih, kot so Britanski otoki, Irska, baltska obala in Normandija, ki so vsa postala donosne tarče za napade. Skandinavci, predvsem iz današnje Švedske, znani kot Varjagi, so se prav tako podali na vzhod v današnjo Rusijo in plenili po rečnih trgovskih poteh. V tem obdobju je prišlo tudi do združitve med različnimi skandinavskimi kraljestvi, ki je dosegla vrhunec Severnomorskega imperija, ki je vključevalo velike dele Skandinavije in Velike Britanije.
Ta širitev in osvajanje sta privedli do oblikovanja več kraljestev, grofij in naselbin po vsej Evropi, kot so Kraljevina otokov, grofija Orkney, Skandinavski York, Danelaw, kraljevina Dublin, vojvodina Normandija in Kijevska Rusija. V tem času so Skandinavci poselili tudi Ferske otoke, Islandijo in Grenlandijo. Normani, Rusi, Ferski otočani, Islandci in nordijski Galci so vsi izšli iz teh skandinavskih širitev.

### Srednji vek
V obdobju pokristjanjevanja in oblikovanja države v 10.–13. stoletju so se številna germanska majhna kraljestva in poglavarstva združila v tri kraljestva:
- Danska, sestavljena iz dežel Danske (vključno z Jutlandijo, Zelandijo in Skanijo (Skåneland) na Skandinavskem polotoku)[30]
- Švedska, sestavljena iz ozemlja Švedske na Skandinavskem polotoku (brez provinc Bohuslän, Härjedalen, Jämtland in Idre in Särna, Halland, Blekinge in Skanija današnje Švedske, vendar vključno z večino sodobne Finske)
- Norveška (vključno z Bohuslän, Härjedalen, Jämtland ter Idre in Särna na Skandinavskem polotoku in njenimi otoškimi kolonijami Islandijo, Grenlandijo, Ferskimi otoki, Shetlandi, Orkneyji, otokom Man in Hebridi)

Po mnenju zgodovinarja Sverreja Baggeja je delitev na tri skandinavska kraljestva (Dansko, Švedsko, Norveško) geografsko smiselna, saj so jih med seboj ločevali gozdovi, gore in nenaseljena zemlja. Nadzor nad Norveško je bil omogočen s pomočjo morske sile, medtem ko je nadzor nad velikimi jezeri na Švedskem omogočil nadzor nad kraljestvom, nadzor nad Jutlandom pa je zadostoval za nadzor nad Dansko. Najbolj sporno območje je bila obala od Osla do Öresunda, kjer so se tri kraljestva srečala.
Tri skandinavska kraljestva so se leta 1397 združila v Kalmarsko unijo pod dansko kraljico Margareto I. Švedska je unijo zapustila leta 1523 pod vodstvom švedskega kralja Gustava I. Po odcepitvi Švedske od Kalmarske unije je na Danskem in Norveškem izbruhnila državljanska vojna - sledila je protestantska reformacija. Ko so se zadeve uredile, je bil norveški tajni svet ukinjen – zadnjič se je sestal leta 1537. Personalna unija, ki sta jo leta 1536 sklenili kraljevini Danska in Norveška, je trajala do leta 1814. Iz te neenakopravne zveze so nato nastale tri suverene države naslednice: Danska, Norveška in Islandija.
Meje med tremi državami so dobile obliko, kakršno imajo od sredine 17. stoletja: v pogodbi iz Brömsebra iz leta 1645 je Dansko–Norveška Švedski prepustila norveške province Jämtland, Härjedalen ter Idre in Särna ter otoka Gotland in Ösel v Baltskem morju (v Estoniji). Pogodba iz Roskildeja, podpisana leta 1658, je prisilila Dansko-Norveško, da je Švedski prepustila danske province Skanija, Blekinge, Halland, Bornholm in norveški provinci Båhuslen in Trøndelag. Københavnska pogodba iz leta 1660 je Švedsko prisilila, da vrne Bornholm in Trøndelag Dansko-Norveški ter se odpove svojim nedavnim zahtevam po otoku Funen.
Na vzhodu je bila Finska v celoti vključena v Švedsko od srednjega veka do napoleonskih vojn, ko je bila prepuščena Rusiji. Kljub številnim vojnam v letih od ustanovitve treh kraljestev je bila Skandinavija politično in kulturno blizu.

### Skandinavske unije
Dansko–Norveška kot zgodovinopisno ime se nanaša na nekdanjo politično unijo, ki sta jo sestavljali kraljevini Danska in Norveška, vključno z norveškimi regijami Islandijo, Grenlandijo in Ferskimi otoki. Ustrezen pridevnik in demonim je danonorveški. Med dansko vladavino je Norveška ohranila svoje ločene zakone, kovance in vojsko ter nekatere institucije, kot je kraljevi kancler. Stara norveška kraljeva linija je izumrla s smrtjo Olafa IV. Norveškega leta 1387, vendar je Norveška ostala dedna kraljevina in postala pomemben dejavnik za dansko-norveško rodbino Oldenburg v njenih bojih za zmago na volitvah za kralje Danske.
Kielski sporazum (14. januar 1814) je uradno razpustil dansko-norveško zvezo in ozemlje Norveške prepustil švedskemu kralju, vendar je Danska obdržala norveške čezmorske posesti. Vendar pa je razširjen norveški odpor možnosti unije s Švedsko spodbudil guvernerja Norveške, prestolonaslednika Kristijana Friderika (kasneje Kristijan VIII. Danski), da aprila 1814 skliče ustanovno skupščino v Eidsvollu. Skupščina je sestavila liberalno ustavo in izvolil ristijana Friderika na norveški prestol. Po švedski invaziji poleti so mirovni pogoji konvencije iz Mossa (14. avgusta 1814) določali, da mora kralj Kristijan Friderik odstopiti, vendar bo Norveška ohranila svojo neodvisnost in svojo ustavo v okviru personalne unije s Švedsko. Kristijan Friderik je uradno abdiciral 10. avgusta 1814 in se vrnil na Dansko. Norveški parlament Storting je 4. novembra za norveškega kralja izvolil švedskega kralja Karla XIII.
Storting je leta 1905 razdrl unijo med Švedsko in Norveško, nakar so Norvežani izvolili danskega princa Karla za norveškega kralja: vladal je kot Haakon VII.

## Gospodarstvo
Gospodarstva skandinavskih držav so med najmočnejšimi v Evropi. Velikodušen sistem socialne pomoči je na Danskem, Finskem, Islandiji, Norveškem in Švedskem.

## Zgodovinska politična struktura
| Stoletje     | Skandinavja in skandinavske države | Skandinavja in skandinavske države | Skandinavja in skandinavske države | Skandinavja in skandinavske države | Skandinavja in skandinavske države | Skandinavja in skandinavske države |
| 21. stoletje | Danska (EU)                        | Ferski otoki                       | Islandija                          | Norveška                           | Švedska (EU)                       | Finska (EU)                        |
| 20. stoletje | Danska                             | Ferski otoki                       | Islandija                          | Norveška                           | Švedska                            | Finska                             |
| 19. stoletje | Danska                             | Danska                             | Danska                             | Švedska-Norveška                   | Švedska-Norveška                   | Vojvodina Finska                   |
| 18. stoletje | Danska-Norveška                    | Danska-Norveška                    | Danska-Norveška                    | Danska-Norveška                    | Švedska                            | Švedska                            |
| 17. stoletje | Danska-Norveška                    | Danska-Norveška                    | Danska-Norveška                    | Danska-Norveška                    | Švedska                            | Švedska                            |
| 16. stoletje | Danska-Norveška                    | Danska-Norveška                    | Danska-Norveška                    | Danska-Norveška                    | Švedska                            | Švedska                            |
| 15. stoletje | Kalmarska zveza                    | Kalmarska zveza                    | Kalmarska zveza                    | Kalmarska zveza                    | Kalmarska zveza                    | Kalmarska zveza                    |
| 14. stoletje | Danska                             | Norveška                           | Norveška                           | Norveška                           | Švedska                            | Švedska                            |
| 13. stoletje | Danska                             | Norveška                           | Norveška                           | Norveška                           | Švedska                            | Švedska                            |
| 12. stoletje | Danska                             | Ferski otoki                       | Islandska republika                | Norveška                           | Švedska                            | Švedska                            |
| Narodi       | Danci                              | Ferci¹                             | Islandci¹                          | Norvežani                          | Švedi                              | Finci                              |

1/ Prvotni naseljenci Ferskih otokov in Islandije so bili skandinavskega (pretežno norveškega) porekla, pretežno pa še keltskega in piktovskega porekla (iz Škotske in Irske).